# 彼女のウラ世界
『彼女のウラ世界』は三浦貴大・剛力彩芽主演のWebドラマ。全10話（＜TOSHIRO SIDE＞5話、＜AKIKO SIDE＞5話）。

## あらすじ
西村敏郎（三浦貴大）が3年間つきあってきた近藤明子（剛力彩芽）にプロポーズした翌日、明子は婚約指輪を残して失踪する。明子のことを家庭的な女性だと思っていた敏郎だったが、調査していくうちに彼女の意外な姿を知ることになる。そして、敏郎は彼女のことをほとんど知らないことに気付く。

## キャスト
- 三浦貴大
- 剛力彩芽
- 西田尚美
- 杉山ひこひこ
- ゆうたろう
- 栁俊太郎
- 霧島れいか
- 藤田朋子

## スタッフ他
- 原作 - 女里山桃花『彼女のウラ世界』（東京カレンダー）
- 脚本 - 錦織伊代、阿久津朋子
- 監督 - 冨永昌敬
- プロデュース - 鹿内植
- プロデューサー - 佃敏史
- 制作協力 - 共同テレビ
- 制作著作 - フジテレビ